# Patran
Patran är en ort i Indien.   Den ligger i distriktet Patiala och delstaten Punjab, i den norra delen av landet, 190 km nordväst om huvudstaden New Delhi. Patran ligger 233 meter över havet och antalet invånare är 22 170.
Terrängen runt Patran är mycket platt. Runt Patran är det tätbefolkat, med 459 invånare per kvadratkilometer. Patran är det största samhället i trakten. Trakten runt Patran består till största delen av jordbruksmark.